# Титовский район
Титовский район — административно-территориальная единица в составе Западно-Сибирского края, Новосибирской и Кемеровской областей РСФСР, существовавшая в 1935—1946 годах. Центр — село Титово, с 1936 года — пгт Промышленная.
Титовский район образован в составе Западно-Сибирского края 18 января 1935 года. В его состав были переданы из Топкинского района Абышевский, Берёзовский, Вагановский, Васьковский, Журавлёвский, Калинкинский, Камыслинский, Лебедовский, Пор-Искитимский, Прогресский, Пьяновский, Тарасовский, Титовский, Тыхтинский и Усть-Тарсьминский с/с, а из территории, административно подчинённой городу Кемерово — Плотниковский с/с.
В 1937 году Титовский район вошёл в состав Новосибирской области.
В 1939 году из Ленинск-Кузнецкого района в Титовский были переданы Морозовский и Пушкинский с/с.
В 1943 году Титовский район вошёл в состав Кемеровской области.
22 февраля 1946 года Титовский район был упразднён, а его территория разделена между двумя новыми районами — Подунским (Абышевский, Березовский, Васьковский, Вагановский, Журавлевский, Пьяновский, Прогресский, Тарасовский, Титовский и Тыхтинский с/с) и Промышленновским (р. п. Промышленная; Верх-Камыслинский, Калининский, Лебедевский, Морозовский, Окуневский, Плотниковский, Пор-Искитимский и Пушкинский с/с).
С 1961 года территтория входит в Промышленновский район